# 타랄리

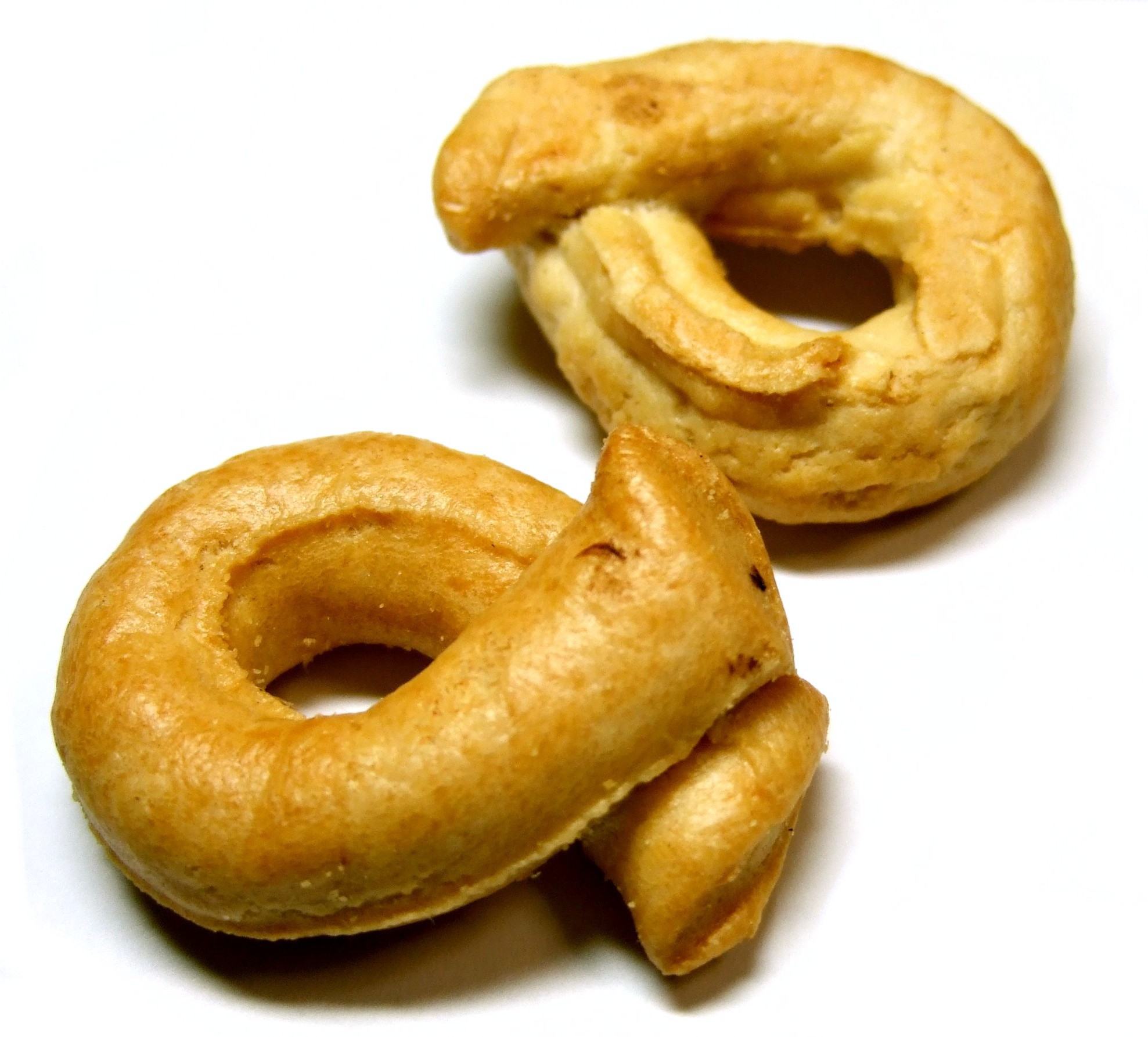
타랄리

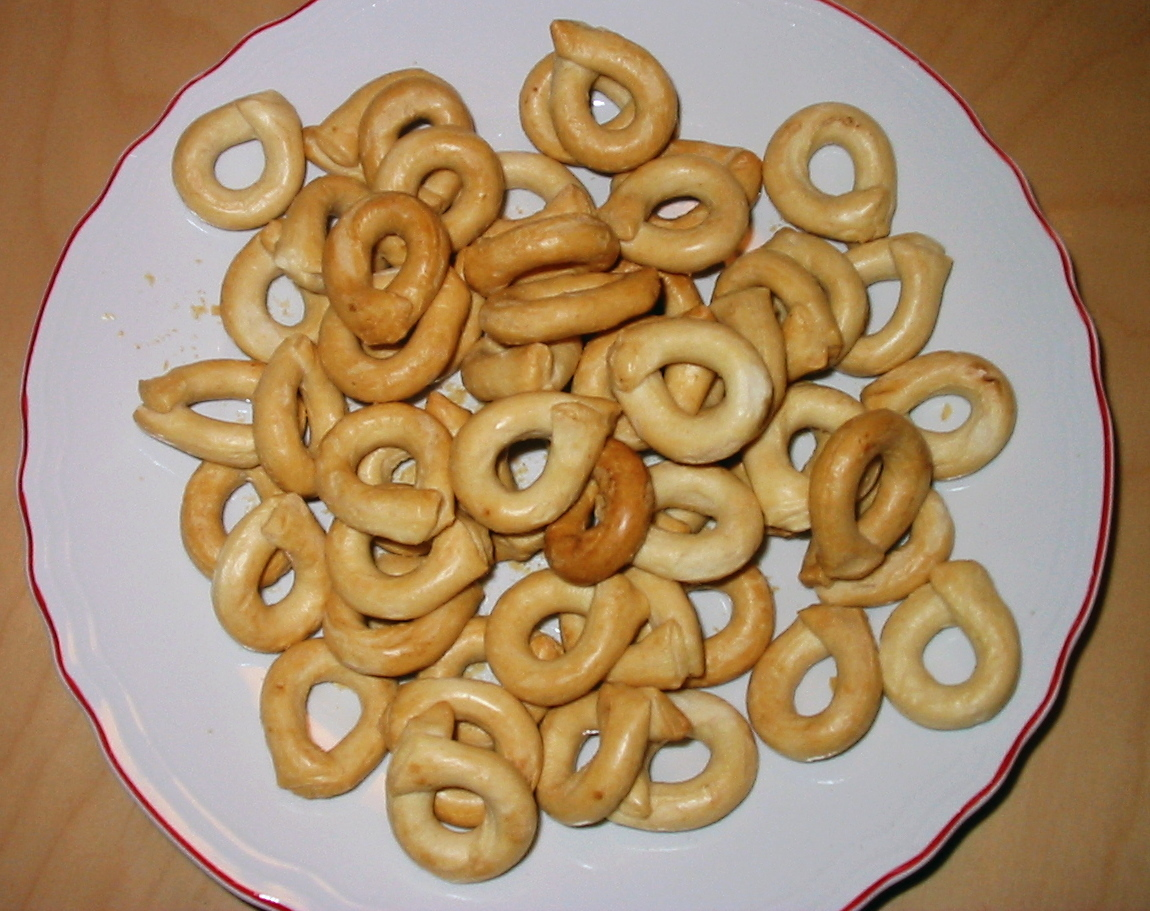
타랄리

타랄리(이탈리아어: taralli)는 이탈리아 요리의 일종으로 스낵의 일종이다. 특히 남부지방에서 아주 많이 먹는다. 빵조각 따위를 달게 해서 먹는 것을 가리키는데 설탕을 위에 흩뿌리면 된다. 세이보리 타랄리는 양파, 마늘, 참깨, 여러 허브 종류를 넣기도 한다. 포도주와 함께 먹는 경우도 흔하며 달게 하지 않고 소금만 살짝 뿌려서 먹을 수도 있다.
타랄리는 일반적으로 타원형이나 반지 모양으로 만드는데 대개 원주가 4-5 인치 정도 된다. 찌기 전에 한 번 반죽을 끓여서 찌기 때문에 빵 촉감이 아주 독특하며 베이글과 상당히 흡사하다. 수개월 동안 냉장고에 보관할 수도 있다.
기름에 튀겨서 먹는 경우도 흔한데 대개는 단 맛이 나는 포도주와 곁들인다. 튀긴 타랄리는 금방 상하기 때문에 빨리 먹는 것이 좋다.

## 같이 보기
- 브레첼